# Roslin Castle
Roslin Castle (auch als Rosslyn geschrieben) ist die Ruine einer Spornburg in der Nähe von Roslin in Midlothian, Schottland, 15 Kilometer südlich von Edinburgh.

## Lage
Die Burg steht an der Nordseite des Flusses North Esk auf einem Hügelrücken, der von drei Seiten vom Flusstal umgeben ist. Auf der vierten Seite der Anlage wurde ein Graben in den Fels geschlagen und der Zugang zur Burg über eine hohe Brücke realisiert. So entstand einer der beeindruckendsten Eingangsbereiche einer Burg in Schottland. Einige hundert Meter entfernt und deutlich höher liegend befindet sich die Rosslyn-Kapelle.

## Geschichte
Die ältesten Teile von Roslin Castle stammen aus der Zeit vor 1305. Die Burg war seit den Zeiten von Henry Sinclair eine der wichtigsten Festungen der Familie Sinclair. Der Bau des Wohnturms wird meistens William Sinclair zugeschrieben, könnte aber auch erst 1390 erfolgt sein. 1452 (nach anderen Quellen 1442 oder 1447) brannte die Burg durch einen Unfall ab und wurde danach von den Sinclairs nicht mehr im vorherigen Umfang genutzt. Während verschiedener Kriege und Aufstände wurde die Burg auch 1544, 1650 und 1688 angegriffen und stark beschädigt. Der Angriff 1650 hinterließ die stärksten Schäden am Burgäußeren, da er bereits mit Artillerie durchgeführt wurde, die auf den Hügelkuppen der Umgebung positioniert werden konnte, die höher als die Burg selber sind. Seit Beginn des 19. Jahrhunderts ist die Anlage im Besitz des Earl of Rosslyn.

## Architektur

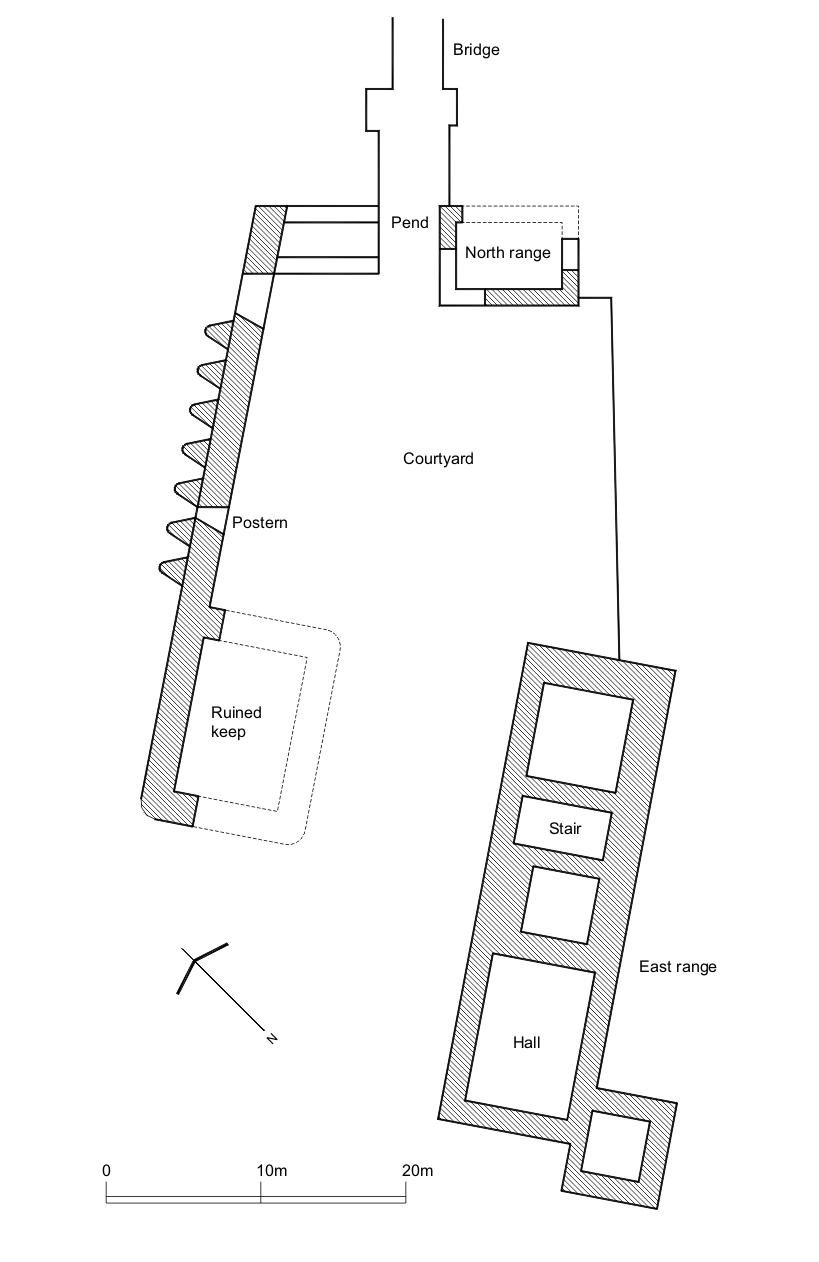
Lageplan der Ruine

Die Burganlage besteht aus einem zentralen, im 14. Jahrhundert errichteten Wohnturm und verschiedenen Ergänzungen aus den beiden nachfolgenden Jahrhunderten. Das große rechteckige Wohngebäude der Ostseite mit dem vorspringenden Turm an der Südostecke ist noch weitgehend intakt. Vom Wohnturm sind nur noch die unteren Teile von zwei Seitenmauern vorhanden. Von den Gebäuden links und rechts der Brücke am Eingang der Burg haben sich noch einige Mauerreste erhalten.
Die unteren drei Stockwerke des Hauptgebäudes zeigen alle noch steinerne Gewölbedecken. Darüber befindet sich die ehemalige Haupthalle an deren großem Kamin die Jahreszahl 1597 eingraviert ist. Einen weiteren Kamin gibt es in der Küche. Der vierte und fünfte Stock wurden zwar im 17. Jahrhundert umgebaut, die älteren verzierten Putzdecken blieben dabei aber erhalten. Der Abschluss des Umbaus wird aufgrund einer Jahreszahl über der Eingangstür des Hauptgebäudes auf 1622 datiert.
Der ursprüngliche Zugang erfolgte von Osten, zunächst über eine Brücke über den Fluss, von der immer noch Teile sichtbar sind. Danach führte der Weg unter der Zugangsbrücke hindurch und dann in einer Schleife zum Burgtor.

## Die Burg heute
Roslin Castle war einer der Drehorte von The Da Vinci Code. Das Hauptgebäude wird über den Landmark Trust als Ferienwohnung vermietet, der Rest der Anlage kann frei betreten und besichtigt werden.

## Fotos

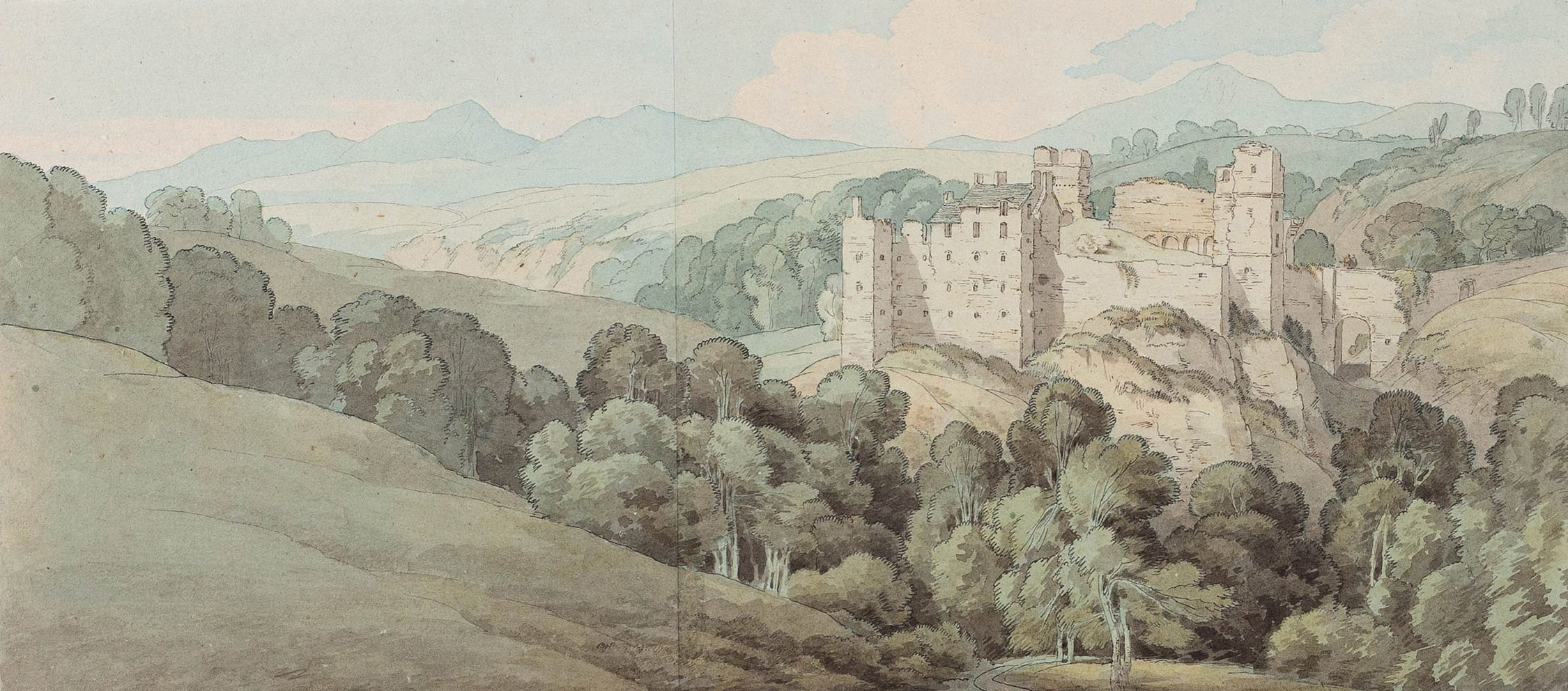
Zeichnung des Zustandes von 1791
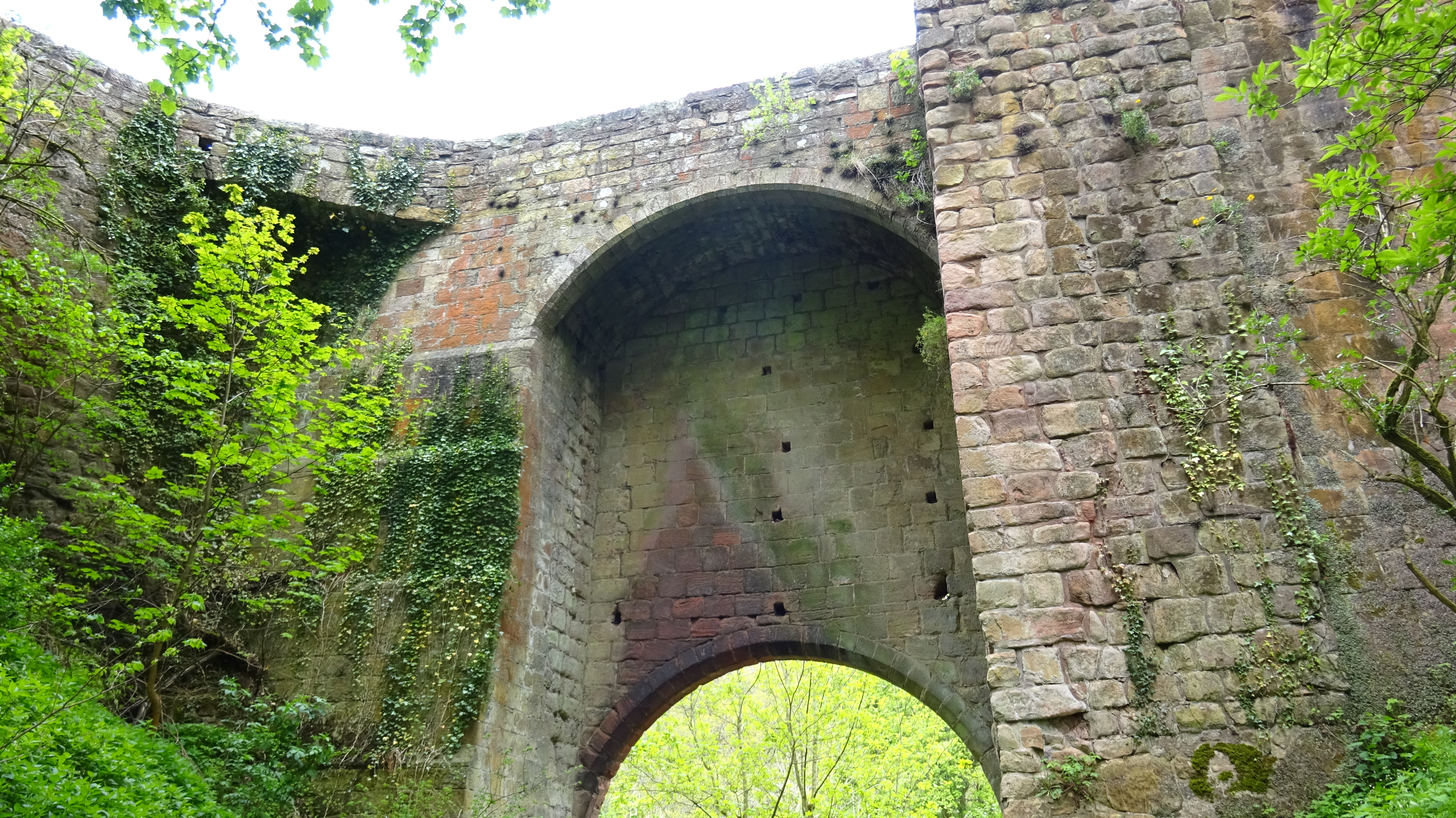
Zugangsbrücke
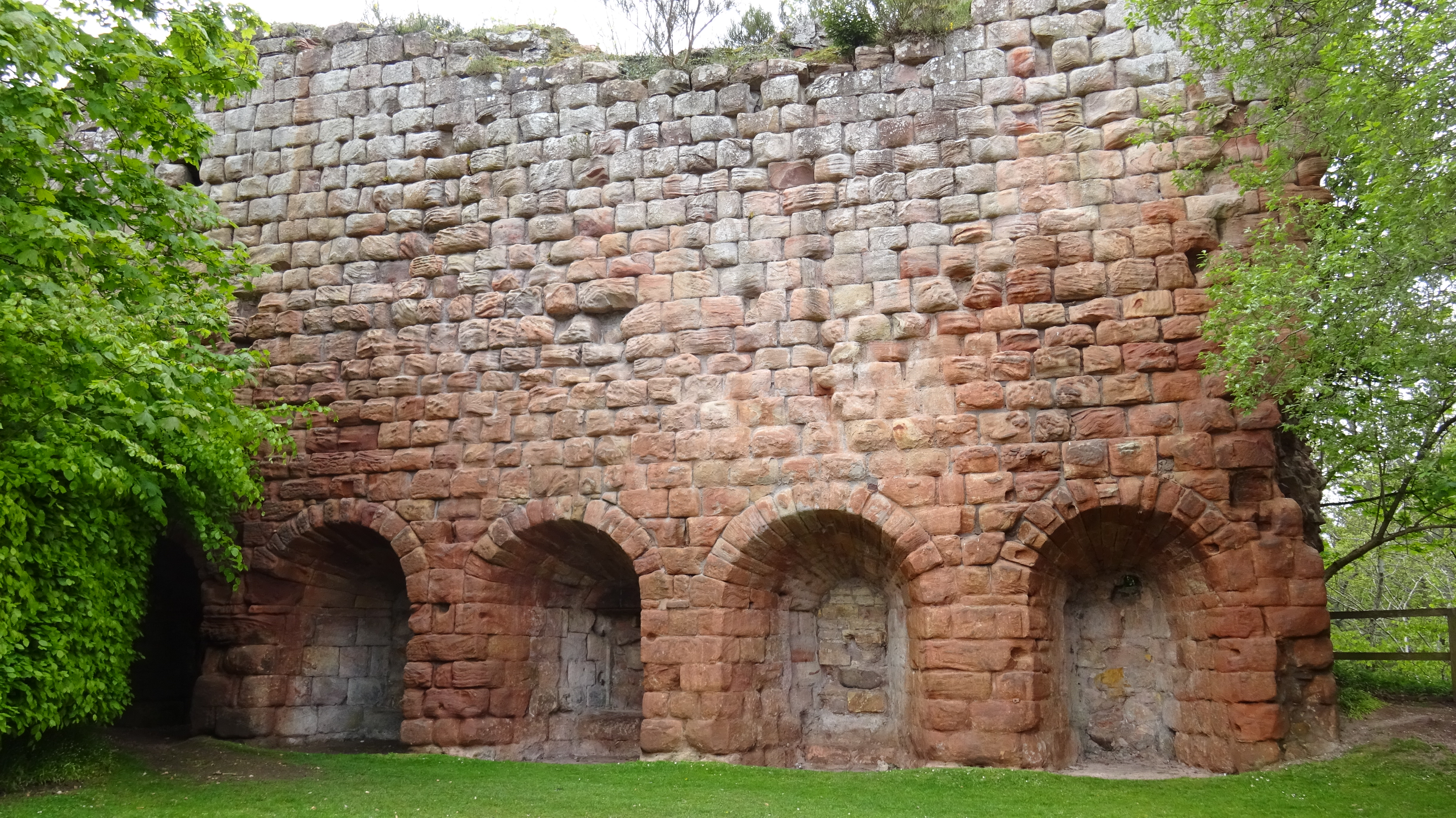
Mauerreste
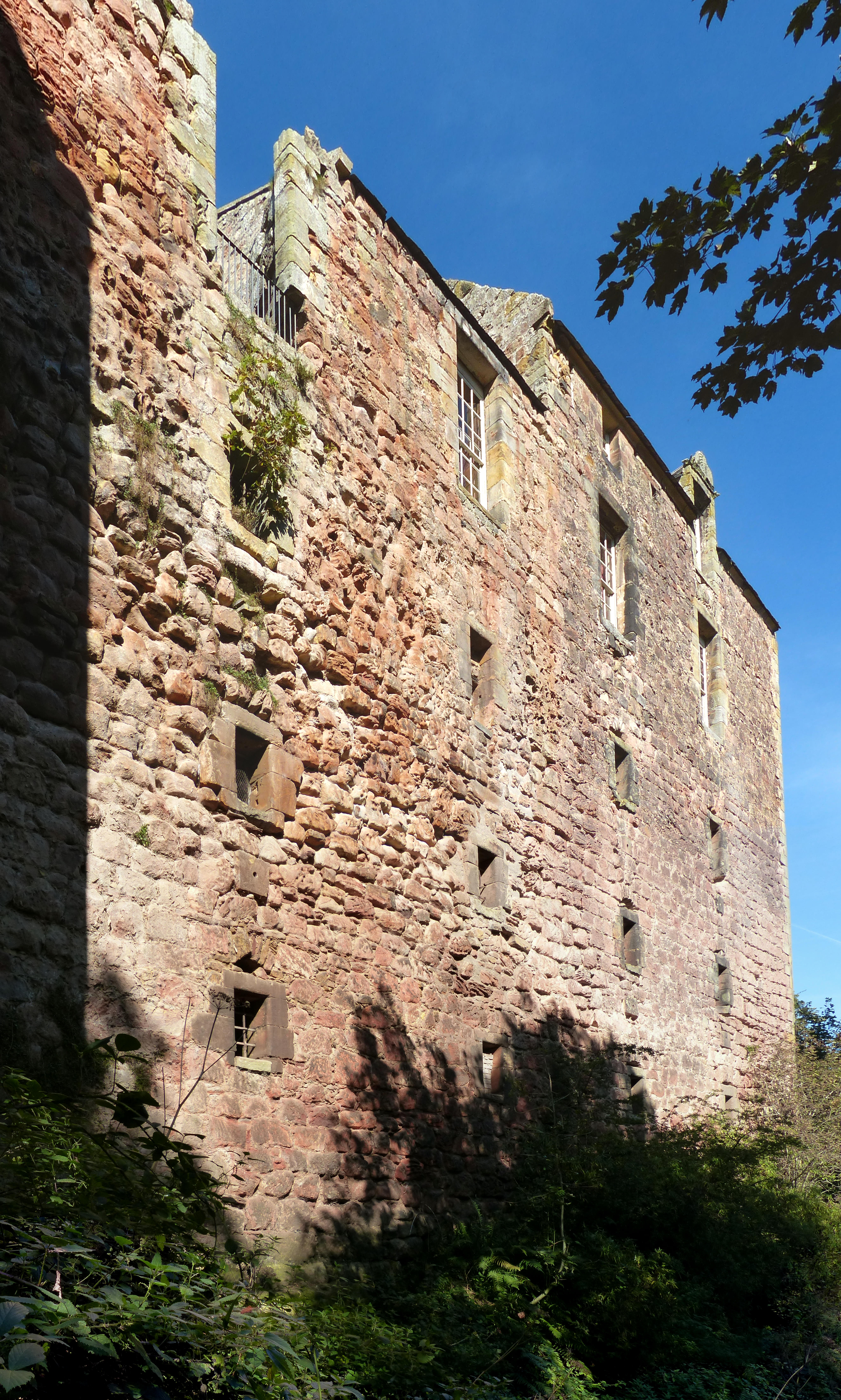
Südwand des Hauptgebäudes
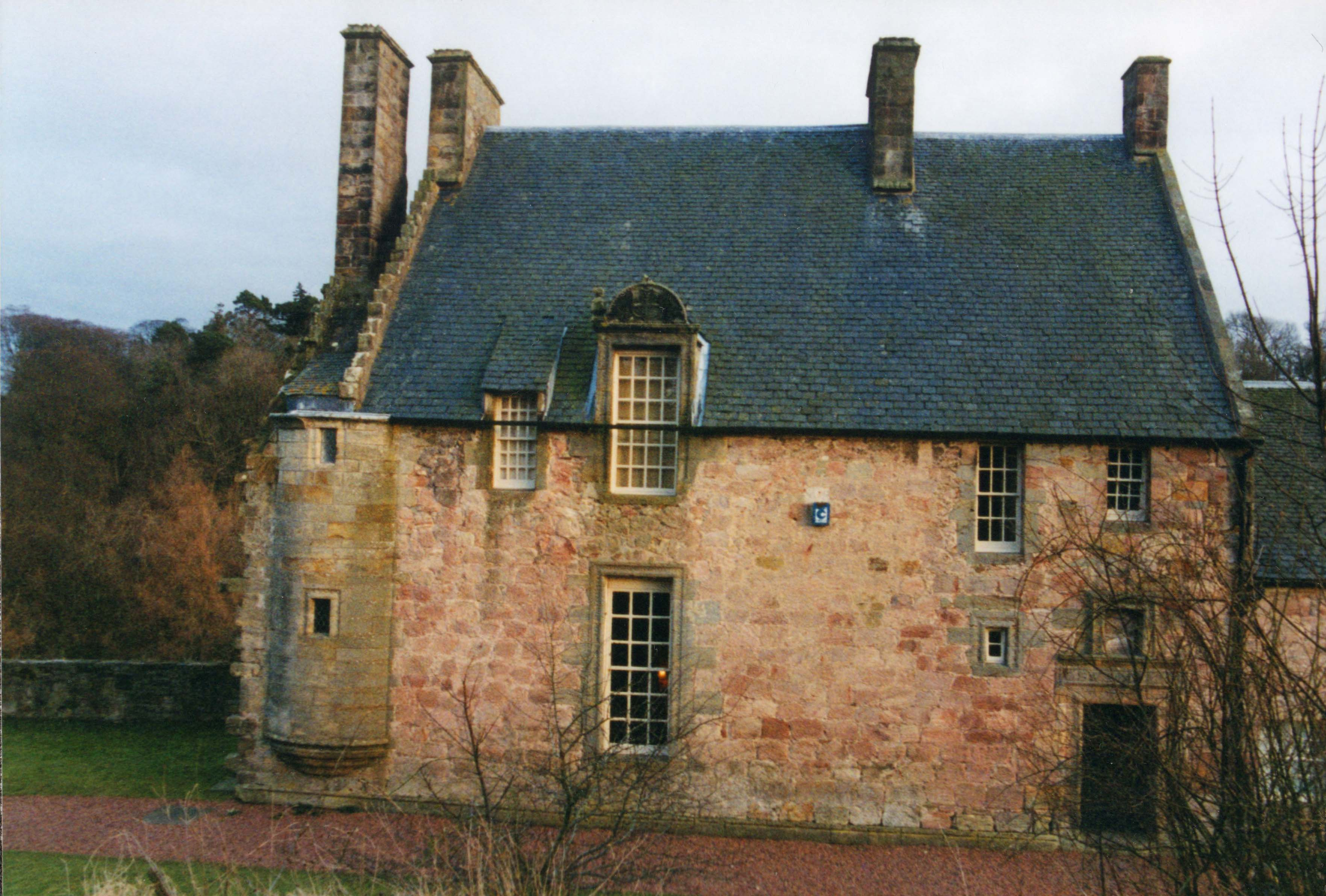
Hauptgebäude